# Bombylius albicapillus
Bombylius albicapillus är en tvåvingeart som beskrevs av Friedrich Hermann Loew 1872. Bombylius albicapillus ingår i släktet Bombylius och familjen svävflugor. Inga underarter finns listade i Catalogue of Life.